# Gimme Shelter (film, 2013)
Pour les articles homonymes, voir Gimme et Gimme Shelter.
Pour plus de détails, voir Fiche technique et Distribution.
Gimme Shelter ou Protège-moi au Québec (Gimme Shelter) est un film dramatique américain écrit et réalisé par Ron Krauss et sorti en 2013.

## Synopsis
Agnès Ambre Bailey n'a jamais eu une vie facile. Elle a été ballotée de foyers en familles d'accueil depuis des années. À 16 ans, elle revient vers sa mère, June, qui est toxicomane et ne la veut que pour l'argent de l'aide sociale qu'elle lui rapporte. Cela se passe mal et elle décide de s'enfuir pour partir à la recherche de son père qui, encore étudiant, l'avait abandonnée avant sa naissance, Tom Fitzpatrick, qu'elle découvre aujourd'hui devenu un riche courtier de Wall Street avec sa propre famille. Tom accepte d'héberger Ambre, mais elle est rapidement obligée de renoncer à rester et s'enfuit à nouveau quand Tom et sa femme apprennent qu'elle est enceinte, comme ils ne sont pas d'accord avec sa décision de garder le bébé.
Elle se retrouve seule sans ressources en ville et lorsqu'un proxénète la force à monter dans son véhicule pour discuter de travail, elle saute sur le siège du conducteur, démarre et s'éloigne rapidement pour finir par créer un carambolage. Elle se réveille à hôpital où un prêtre, le père Frank McCarthy, attend pour lui parler. Après avoir gagné sa confiance, il lui propose de se réfugier dans un foyer pour jeunes filles enceintes. Le refuge est géré par une ancienne femme sans abri, Kathy. June est informée que sa fille est au refuge, voulant la récupérer contre la volonté d'Ambre mais légalement selon son droit de garde, elle se discrédite en créant un scandale et en montrant sa violence incontrôlable, elle doit abandonner son projet.
Ambre noue des liens avec les autres filles du refuge, commence à s’ouvrir et à leur faire confiance. Elle donne naissance à une petite fille et la nomme Hope. Tom vient lui rendre visite et ils se réconcilient. Il propose de prendre Ambre et Hope pour vivre chez lui, mais au moment de son départ, Ambre se rend compte qu'elle a trouvé au refuge les seules personnes qui l'ont vraiment accueillie depuis sa naissance et décide de rester encore un bout de temps avec eux.

## Fiche technique
- Titre original : Gimme Shelter
- Titre français et québécois : Protège-moi
- Réalisation : Ron Krauss
- Scénario : Ron Krauss
- Casting : J.C. Cantu, Mary Vernieu
- Direction artistique : Stephanie Beaurain
- Décors : William Ladd Skinner
- Costumes : Ciera Wells
- Photographie : Alain Marcoen
- Montage : Marie-Hélène Dozo, Mark Sult
- Musique : Olafur Arnalds
- Production : Ron Krauss, Jeff Rice
- Société(s) de production : Rishon Films, Day Twenty Eight Films
- Société(s) de distribution : LFR Films
- Budget : 7 500 000 $
- Pays d’origine : USA
- Langue : Anglais
- Format : Couleur - 35mm - 2.35:1 - Son Dolby numérique
- Genre : Drame
- Durée : 101 minutes
- Date de sortie : 
  -  France : 29 octobre 2014
  -  États-Unis : 24 janvier 2014

## Distribution
- Vanessa Hudgens (VF : Adeline Chetail) : Agnes « Apple » Bailey
- Rosario Dawson (VF : Géraldine Asselin) : June Bailey
- Brendan Fraser (VF : Guillaume Orsat) : Tom Fitzpatrick
- Stephanie Szostak (VF : Audrey Sablé) : Joanna Fitzpatrick
- Dascha Polanco (VF : Jessica Barrier) : Carmel
- Emily Meade (VF : Camille Donda) : Cassandra
- James Earl Jones (VF : Benoît Allemane) : le père Frank McCarthy
- Ann Dowd (VF : Marie-Madeleine Burguet-Le Doze) : Kathy
- Tashiana Washington (en) (VF : Diane Dassigny) : Destiny / Princesse
- Darlisha Dozier (VF : Jessica Monceau) : Danisha Domer
- Gena Bardwell (VF : Maïté Monceau) : Afra

 Source et légende : version française (VF) sur RS Doublage

## Production
Le film a été tourné dans le Connecticut et dans le New Jersey dès le 9 juin 2011.
Il a remporté deux prix : aux Christopher Awards et au Heartland Film Festival en 2013 (Pioneering Spirit: Rising Star Award pour l'actrice Vanessa Hudgens).

## Musique
Titres présents sur l'album
1. Highway, 2:50
2. Born to Die, 4:46 interprété par Lana Del Rey
3. In a Strange Place, 0:56
4. Sonar, 1:37
5. What Was Meant to Be, 2:11
6. Streets, 2:41
7. Price Tag, 3:07 interprété par Jessie J
8. Runaway, 1:36
9. Overcome, 1:29
10. Never Alone, 2:13
11. And I Will Hear You, 1:47
12. Leave With Me, 1:18
13. A Threat, 0:52
14. The Apple of My Eye, 4:46
15. Abandonment, 1:58
16. To Build a Home, 6:07 interprété par The Cinematic Orchestra
17. Someday, 3:03
18. A Mother's Player, 3:41
19. The Walk Back Home, 2:51